# Norrnäs udde
Norrnäs udde är ett naturreservat i Ljungby kommun i Kronobergs län.
Reservatet är beläget på en udde i sjön Bolmen, 5,5 kilometer nordost om Byholma. Den äldre bokskogen på yttersta delen av udden avsattes som domänreservat redan 1937 men omvandlades till naturreservat 1996. Området utökades 2010 med ett område med blandskog av bok och ek. Det omfattar 20 hektar.

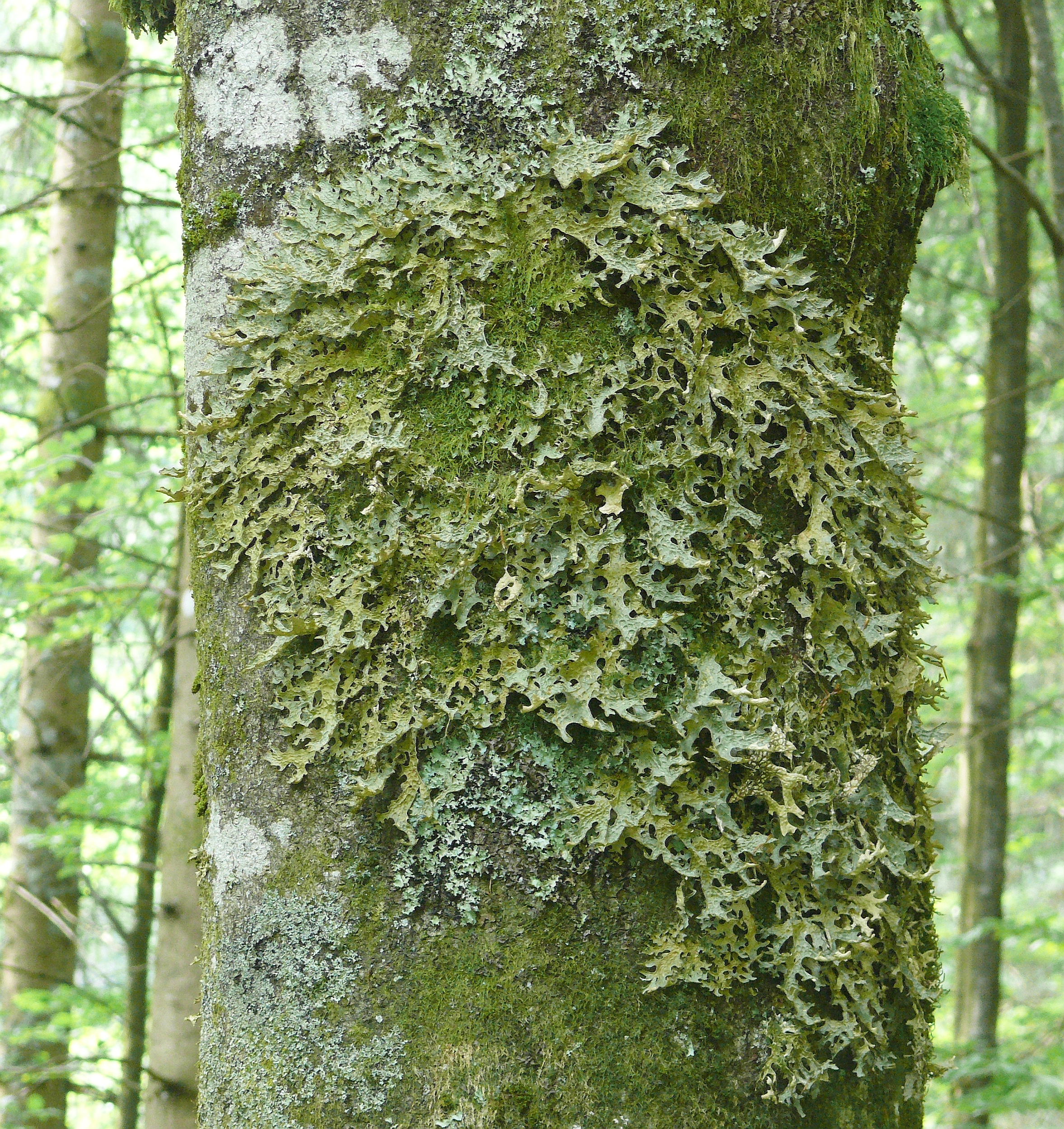
Lunglav

Inom området finns sällsynta arter av lavar och mossor. Bland de rödlistade lavarterna nämns bokvårtlav, bokkantlav och lunglav. Här finns även ett rikt fågelliv och man kan få se nötskrika, storskrake och spillkråka.
Hela udden är rik på fornlämningar. Där finns cirka 300 röjningsrösen och lämningar av en stenåldersboplats.